# Médicis-díj
A  Médicis-díj  (Prix Médicis) egy irodalmi díj Franciaországban, melyet minden év novemberében adnak át. A díjat 1958-ban alapította  Gala Barbisan és Jean-Pierre Giradoux.  Azon szerzőknek szánják ezt az irodalmi elismerést, akiknek a hírneve még nem éri el tehetségüket.  1970-től új kategóriaként egy külföldi könyvet is kitüntetnek  (Prix Médicis étranger). 1980 óta ismeretterjesztő irodalmi kategóriát is indítottak  (Prix Médicis essai).

## Díjazottak
- 1958 – La Mise en scène –  Claude Ollier
- 1959 – Le Dîner en ville –  Claude Mauriac
- 1960 – John Perkins suivi d'Un scrupule –  Henri Thomas
- 1961 – Le Parc –  Philippe Sollers
- 1962 – Derrière la baignoire –  Colette Audry
- 1963 – Un chat qui aboie –  Gérard Jarlot
- 1964 – L'Opoponax –  Monique Wittig
- 1965 – La Rhubarbe –  René-Victor Pilhes
- 1966 – Une saison dans la vie d'Emmanuel –  Marie-Claire Blais
- 1967 – Histoire –  Claude Simon
- 1968 – Le Mendiant de Jérusalem –  Elie Wiesel
- 1969 – Dedans –  Hélène Cixous
- 1970 – Sélinonte ou la Chambre impériale –  Camille Bourniquel
- 1971 – L'Irrévolution –  Pascal Lainé
- 1972 – Le Tiers des étoiles –  Maurice Clavel
- 1973 – Paysage de fantaisie –  Tony Duvert
- 1974 – Porporino ou les Mystères de Naples –  Dominique Fernandez
- 1975 – Le Voyage à Naucratis –  Jacques Almira
- 1976 – Les États du désert –  Marc Cholodenko
- 1977 – L'Autre Amour –  Michel Butel
- 1978 – La Vie mode d’emploi –  Georges Perec
- 1979 – La Nuit zoologique –  Claude Durand
- 1980 – Cabinet-portrait – Jean-Luc Benoziglio, aki visszautasította, így a díjat Jean Lahougue Comptine des Height című könyve kapta.
- 1981 – L'Enfant d'Édouard –  François-Olivier Rousseau
- 1982 – L'Enfer et Cie –  Jean-François Josselin
- 1983 – Cherokee –  Jean Echenoz
- 1984 – Le Diable en tête –  Bernard-Henri Lévy
- 1985 – Naissance d'une passion –  Michel Braudeau
- 1986 – Les Funérailles de la Sardine –  Pierre Combescot
- 1987 – Les Éblouissements – Pierre Mertens
- 1988 – La Porte du fond –  Christiane Rochefort
- 1989 – Le Livre brisé –  Serge Doubrovsky
- 1990 – Les Quartiers d'hiver –  Jean-Noël Pancrazi
- 1991 – La Dérive des sentiments –  Yves Simon
- 1992 – Tlacuilo –  Michel Rio
- 1993 – Sa femme – Emmanuèle Bernheim
- 1994 – Immobile dans le courant du fleuve –  Yves Berger
- 1995 – La Langue maternelle –  Vassilis Alexakis és  Le testament français – Andreï Makine
- 1996 – Orlanda – Jacqueline Harpman és L'Organisation – Jean Rolin
- 1997 – Les Sept Noms du peintre – Philippe Le Guillou
- 1998 – Le Loup mongol – Homéric
- 1999 – Mon grand appartement – Christian Oster
- 2000 – Diabolus in musica – Yann Apperry
- 2001 – Le Voyage en France – Benoît Duteurtre
- 2002 – Kafka et les jeunes filles – Daniel Desmarquet
- 2003 – Quatre soldats – Hubert Mingarelli
- 2004 – La Reine du silence – Marie Nimier
- 2005 – Fuir – Jean-Phillippe Toussaint
- 2006 – La promesse – Sorj Chalandon
- 2007 – La stratégie des antilopes – Jean Hatzfeld
- 2008 – Là où les tigres sont chez eux – Jean-Marie Blas de Roblès
- 2009 – L'Énigme du retour – Dany Laferrière
- 2010 – Naissance d'un pont – Maylis de Kerangal
- 2011 – Ce qu'aimer veut dire – Mathieu Lindon
- 2012 – Féerie générale – Emmanuelle Pireyre
- 2013 – Il faut beaucoup aimer les hommes – Marie Darrieussecq
- 2014 – Terminus radieux – Antoine Volodine
- 2015 – Titus n'aimait pas Bérénice – Nathalie Azoulai
- 2016 – Laëtitia ou la Fin des hommes – Ivan Jablonka
- 2017 – Tiens ferme ta couronne – Yannick Haenel
- 2018 – Idiotie – Pierre Guyotat
- 2019 – La Tentation – Luc Lang
- 2020 – Le Cœur synthétique – Chloé Delaume
- 2021 – Le Voyage dans l’Est – Christine Angot („Francia regény” kategória)[1]
- 2022 –  La Treizième heure – Emmanuelle Bayamack-Tam („Francia regény” kategória)[2]
- 2023 –  Que notre joie demeure – Kevin Lambert[3]
- 2024 –  Ann d'Angleterre – Julia Deck[4]

## Lásd még
- Francia irodalom
- Irodalmi díjak listája